# Piotr Iwanow
Piotr Aleksiejewicz Iwanow (ros. Пётр Алексе́евич Ивано́в, ur. 4 stycznia?/16 stycznia 1897 we wsi Pritykino w guberni twerskiej, zm. 7 marca 1946 w Moskwie) – radziecki dowódca wojskowy, generał porucznik.

## Życiorys
W 1916 został powołany do rosyjskiej armii, brał udział w I wojnie światowej na Froncie Kaukaskim.
W 1918 wstąpił do Armii Czerwonej, 1919 ukończył dowódcze kursy piechoty w Leningradzie. W wojnie domowej dowodził kompanią i batalionem na Froncie Zachodnim, uczestniczył w operacji przeciw powstańcom na Ukrainie, później został komendantem szkoły pułkowej, następnie zastępcą szefa sztabu pułku, zastępcą szefa Wydziału 1 Sztabu Moskiewskiego Okręgu Wojskowego, zastępcą szefa i szefem sektora Zarządu 1 Sztabu Armii Czerwonej.
W 1928 ukończył Akademię Wojskową im. Frunzego, 1934-1937 był szefem Wydziału 1 Sztabu Leningradzkiego Okręgu Wojskowego, 1937-1938 szefem Wydziału 1, a 1938-1939 Wydziału 9 Sztabu Generalnego Armii Czerwonej.
Brał udział w wojnie z Finlandią jako szef sztabu 15 Armii, od 1940 do stycznia 1941 był szefem sztabu Nadbałtyckiego Okręgu Wojskowego, potem wykładowcą Wojskowej Akademii Sztabu Generalnego, po ataku Niemiec na ZSRR został zastępcą szefa sztabu głównodowodzącego Kierunkiem Północno-Zachodnim ds. operacyjnych, a od sierpnia do listopada 1941 był p.o. szefa sztabu 23 Armii działającej na Przesmyku Karelskim. Od listopada 1941 do lutego 1942 dowodził grupą operacyjną 4 Samodzielnej Armii/Frontu Wołchowskiego.
Od marca 1942 do lutego 1945 był starszym wykładowcą i szefem katedry taktyki Wyższej Akademii Wojskowej im. Woroszyłowa (29 października 1943 otrzymał stopień generała porucznika), następnie zastępcą dowódcy 11 Gwardyjskiej Armii, brał udział w operacji wschodniopruskiej, w sierpniu 1945 został zastępcą dowódcy wojsk Specjalnego Okręgu Wojskowego w Królewcu.
Został pochowany na Cmentarzu Nowodziewiczym.